# Otero de Bodas (kommunhuvudort)
Otero de Bodas är en kommunhuvudort i Spanien.   Den ligger i provinsen Provincia de Zamora och regionen Kastilien och Leon, i den nordvästra delen av landet, 260 km nordväst om huvudstaden Madrid. Otero de Bodas ligger 829 meter över havet och antalet invånare är 219.
Terrängen runt Otero de Bodas är kuperad åt sydväst, men åt nordost är den platt. Runt Otero de Bodas är det glesbefolkat, med 8 invånare per kvadratkilometer. Närmaste större samhälle är Camarzana de Tera, 12,0 km nordost om Otero de Bodas. 